# Dr. Kotō Shinryōjo
Dr. Kotō Shinryōjo (japanisch Dr.コトー診療所) ist ein Manga von Takatoshi Yamada, welches am Anfang im Weekly Young Sunday Ausgabe 29/2000 vom Shōgakukan-Verlag erschien, aber ab 2008 nach der Einstellung des Magazines im Magazin Big Comic Original des gleichen Verlages erscheint. Es befasst sich mit dem Leben des talentierten Chirurgen Dr. Kensuke Gotō, der in einen Skandal verwickelt wurde und deshalb auf die fiktive Insel Kōjikishima zieht, die in der Nähe von Okinawa liegen soll.
Von 2003 bis 2006 wurde der Manga auch als Fernsehserie gleichen Namens adaptiert.

## Handlung
Dr. Kensuke Gotō, ein angesehener Chirurg an dem fiktiven Universitätsklinikum der Tenshindō-Universität in Tokio (天津堂大学), nimmt das Angebot der kleinen Insel Kōjikishima (古志木島) in der Nähe von Okinawa an, da am Universitätsklinikum ein Skandal geschah. Eine Patientin, die in seiner Obhut war, starb, da der von ihm angewiesene Assistenzarzt vor Stress und Angst zu versagen drohte, vor der Verantwortung flüchtete und die Patientin dem Tod überließ. Die Tatsache, dass die Patientin unter Umständen noch leben könnte, wenn sie sofort ärztliche Hilfe bekommen hätte, macht Gotō sehr zu schaffen, daher entschloss er sich, das Angebot des weit entfernten Okinawas anzunehmen, um sich von Tokio, wo sein Ruf zerstört ist, weit zu entfernen. Auf der Insel weiß am Anfang niemand von seinem Geheimnis. 
| Tokio |

| Okinawa |

| Koshiki-jima |

 Dr. Gotō muss sich am Anfang mit sehr vielen Anfeindungen von Seiten der Inselbewohner auseinandersetzen. Da es auf der Insel kein Arzt lange aushielt und bis jetzt jeder Arzt nach ein paar Monaten wieder abreiste, sieht vor allem die Klinikschwester Ayaka Hoshino in ihm einen Versager. Er erntet unter anderem am Anfang für die Tatsache, dass er den Raum, der ursprünglich als OP-Raum gedacht war, aber nie dafür benützt wurde, für das einrichtet, was er ist, Spott und niemand will sich in seine medizinische Obhut begeben. Teilweise davon ausgelöst, dass er von Anfang an keinen vorbildlichen Eindruck macht (er wird Seekrank, er hat keinen Führerschein und fährt mit dem Fahrrad, er ist ein typischer Antiheld) und der Tatsache, dass er neu ist. Die Bevölkerung vertraut mehr auf die Naturheilkunde einer Dorfbewohnerin Tsuruko Uchi, einer Hebamme seit 50 Jahren. Diese Einstellung belastet zwar Gotō, dennoch bleibt er auf der Insel und reist nicht wieder ab.
Den Wendepunkt stellt eine Notoperation des Jungen Takehiro Hara dar, der an einer akuten Blinddarmentzündung leidet. Die Operation findet auf dem Fischerboot, des Vaters Taketoshi Hara statt. Da dieser sich strikt gegen eine Operation durch Gotō sträubt, da seine Frau durch einen Fehler des damaligen Inselarztes bei einer Routineoperation verstarb und deshalb ans drei Stunden weit entfernte Festland fahren will mit seinem Fischerboot, um dort Takehiro operieren zu lassen. Erst durch eine List schafft es Gotō mit Hilfe von Ayaka den Vater zu überzeugen, Takehiro auf dem Boot operieren zu dürfen. Gotō, der eigentlich an der Reisekrankheit leidet, muss sich während der ganzen Zeit, die die Operation dauert, nicht einmal übergeben, obwohl er auf seiner Hinfahrt, die drei Stunden dauerte, sich mehrmals und langanhaltend übergeben musste. Erst als man am Festland ist und Takehiro in einem Krankenwagen ist, brechen die typischen Merkmale, die Gotō auszeichnen wieder aus. Dieses Ereignis und eine Operation von der alten Hebamme Uchi, die nach dieser Operation die wahren Werte von Gotō erkennt, lassen die Bevölkerung der Insel erkennen, dass er ein Arzt ist, der nicht auf Ruhm und Ehre aus ist, sondern den Menschen helfen will.
Takehiro und seine Schulfreunde, die als Dank für die Rettung Takehiros Gotō eine Freude bereiten wollen, basteln ihm eine Fahne und hängen sie ihm an den Mast seiner Klinik, nur unterläuft ihnen ein Fehler beim Namen, so steht anstatt Dr. Gotō, Dr. Kotō (Dr. コトー). Mit diesem Namen wird er von da an von der ganzen Insel genannt.
Im weiteren Verlauf des Mangas wird Gotō unter anderem mit seiner Vergangenheit konfrontiert, er lernt Dr. Rei Ebato kennen, einen Arzt, der vom Können her Gotō ähnlich ist, aber der andere Ziele verfolgt als Gotō bei der Behandlung seiner Patienten. Auch trifft Gotō wieder auf jenen Assistenzarzt, der ihm den Skandal in Tokio bescherte: Shin’ichi Mikami.

## Personen

### Hauptpersonen
- Dr. Kensuke Gotō (五島 健助), die Hauptperson des Mangas. Er wird sofort seekrank, wenn er ein Boot betritt und er wirkt sehr unsicher, da er oft aus dem Schema fällt. Und er, obwohl er Arzt ist Junkfood liebt. Er wirkt auf den ersten Blick sehr stark, wie ein typischer Antiheld. Dieses Bild zerstört er aber sehr schnell, wenn ein medizinischer Notfall eintritt oder es allgemein um Medizin geht. Dort brilliert er mit exzellenter Fachkenntnis in der Theorie wie auch in der Praxis. Er wurde Arzt, da er als Kind die Bücher über Medizin sehr gerne las und sein Großvater auch eine Arzt ist, der in Hawaii lebt. Im Manga werden öfters Andeutungen gemacht, das sich zwischen ihm und Ayaka eine Liebesbeziehung anbahnt.
- Ayaka Hoshino (星野 彩佳) eine, und am Anfang auch einzige, Krankenschwester auf Kōjikishima, die nur vier Wochen länger auf der Insel lebt als Gotō. Sie findet Gotō am Anfang sehr unsympathisch und ist der Meinung, er sei ein Taugenichts. Sie ergriff den Beruf der Krankenschwester um ihren Vater, der pflegebedürftig ist und auf dem Festland lebt, irgendwann eines Tages pflegen zu können. Ihr Vater verstirbt aber im Laufe des Mangas. Er verbringt aber seine letzten Tage auf Kōjikishima. Bei ihr wird im späteren Verlauf des Manga Brustkrebs diagnostiziert und sie begibt sich aus Scham vor Gotō in die Obhut eines Krankenhauses in Tokio. In dieser Zeit wird sie auf der Insel durch Mina Nakai vertreten. Sie taucht aber wieder im Manga auf und ab da arbeitet Gotō mit zwei Krankenschwestern.
- Tsuruko Uchi (内 つる子), die alte Hebamme des Dorfes ist wie jeder andere auf der Insel zuerst Gotō gegenüber sehr negativ eingestellt. Aber mit der Zeit freundet sie sich mit ihm an und unterstützt ihn so tatkräftig wie es nur geht. Sie ist für ihr Alter, sie ist 88 Jahre alt, sehr robust und sehr fidel. Ihr Sohn lebt mit seiner Familie auf dem Festland, zu diesem zieht sie für eine Zeit, nachdem dieser sie immer wieder dazu drängte. Aber dort fühlt sie sich nicht wohl und durch ihr typisches Verhalten eines Landmenschen fällt sie in der Großstadt auch negativ auf. So entschließt sich der Sohn schweren Herzens seine Mutter wieder auf die Insel gehen zu lassen.
- Taketoshi Hara (原 剛裕), ein Fischer der Insel, dessen ganzer Stolz sein Fischerboot ist. Er ist ein sehr einfacher Mensch und hat am Anfang sehr lange damit zu kämpfen, dass sich sein Sohn Takehiro gegen ein Leben als Fischer entscheidet und auf das Festland will, um dort Medizin zu studieren und wie Gotō ein Arzt zu werden. Aber schlussendlich akzeptiert er diese Entscheidung, unter anderem auch, da ein Schulkamerad von Takehiro bei ihm in die Lehre geht.
- Takehiro Hara (原 健裕): Gotōs erster Patient auf Kōjikishima und einer der Namensgeber von Dr. Kotō. Nachdem er sah, mit welcher Leidenschaft Gotō als Arzt arbeitet, reift in ihm der Entschluss auch Arzt zu werden, auch wenn das für ihn bedeutet, dass er auf das Festland muss, um dort weiterführende Schulen zu besuchen. Im späteren Verlauf taucht er deshalb seltener im Manga auf.

### Nebenfiguren
- Mina Nakai (仲依 ミナ), die zweite Krankenschwester auf Kōjikishima. Obwohl sie 20 Jahre alt ist, ist sie sehr kindisch und unreif. Sie sieht auch den Aufenthalt auf der Insel am Anfang als eine Art Abenteuer an. Dennoch wächst sie mit der Zeit zu einer reifen Person, sie ist aber sehr dem jungen Gotō ähnlich und hat einen Hang dazu, Dinge falsch zu verstehen.
- Shigeo Andō (安藤 重男), ein Fischer, der Gotō nie ganz akzeptiert und bei jeder heiklen Situation in die Gotō kommt, an seinen Fähigkeiten zweifelt. Seine Abneigung kommt daher, dass er Angst vor Spritzen hat und als Kind sehr schlechte Erfahrungen mit Ärzten gemacht hat.
- Dr. Rei Ebato (江葉都怜), ein Arzt, der genauso wie Gotō ein talentierter Chirurg ist. Sie lernen sich in einem Flugzeug kennen, wo man sehr schnell merkt, dass für Dr. Ebato der Beruf Arzt nur eine Last darstellt. Er wirkt oft emotionslos und leidet im späteren Verlauf des Manga an einer posttraumatischen Belastungsstörung und wird Alkoholiker. Er spricht sehr oft Deutsch – welches früher Fachsprache unter japanischen Ärzten war –, wenn er über seine Mitmenschen schlechte Dinge sagt.
- Dr. Shin’ichi Mikami (三上 新一), jener Assistenzarzt von der Tenshindō-Universitätsklinikum in Tokio (天津堂大学), der für den Skandal verantwortlich ist. Er hat am Anfang des Mangas eine abwertende Haltung Dr. Gotō gegenüber und wirkt sehr berechnend. Dies ist aber nur eine Farce. Er ist eigentlich ein Mensch mit einem sehr weichen Charakter und nicht für die Krankenhausarbeit geeignet. Dies sieht man deutlich daran, dass ihm weitere Fehler unterlaufen, die aber diesmal nicht tödlich enden, da Dr. Gotō, der sich in dem Moment in Tokio aufhielt, eingreift und das Leben des Patienten rettet. Nach diesem Vorfall ändert Dr. Mikami sein Verhalten und kündigt seine Arbeit am Krankenhaus und zieht genauso wie Dr. Gotō auf die kleine Insel Mashōshima (増生島). Er heiratet im weiteren Verlauf des Manga und verstirbt dann am Denguefieber.

## Hintergründe für das Manga
- Das Manga entstand, da der Autor Takatoshi Yamada auf die medizinischen Missstände, die in Japan herrschen, hinweisen will.

„Bereits seit Jahren beklagt Japan einen Mangel an bestimmten Fachärzten, speziell Anästhesiologen. Lange Dienstzeiten, schlechte Bezahlung sowie Missachtung (und sexuelle Belästigung) durch die Chirurgen gehören zu den Gründen.“

- Als Vorlage für die Insel Kōjikishima gilt eine der Inseln aus der Koshikijima-Inselgruppe (甑島列島). Diese liegen in der Präfektur Kagoshima.
- Takatoshi Yamada erhielt für Dr. Kotō Shinryōjo den 49. Shōgakukan-Manga-Preis.[5]
- Das Manga wurde bis jetzt in zwei Sprachen übersetzt: ins Französische[6] und Chinesische.[7]